# 1143
Високе Середньовіччя •  Золота доба ісламу •  Реконкіста •  Хрестові походи •  Київська Русь

## Геополітична ситуація
Візантію очолив Мануїл I Комнін (до 1180). Конрад III є королем Німеччини (до 1152), Людовик VII Молодий королює у Франції (до 1180).
Апеннінський півострів розділений: північ належить Священній Римській імперії, середню частину займає Папська область, більша частина півдня належить Сицилійському королівству. Деякі міста півночі: Венеція, Піза, Генуя тощо, мають статус міст-республік.
Південь Піренейського півострова утримують Альморавіди. Північну частину півострова займають християнські Кастилія, Леон (Астурія, Галісія), Наварра та Арагонське королівство (Арагон, Барселона). Королем Англії є Стефан Блуаський (Етьєн де Блуа, до 1154), триває громадянська війна в Англії 1135—1154. Королем Данії є Ерік III (до 1146).
Київський престол утримує Всеволод Ольгович (до 1146). Новгородська республіка фактично незалежна. У Польщі період роздробленості. На чолі королівства Угорщина стоїть Геза II (до 1162).
На Близькому сході існують держави хрестоносців: Єрусалимське королівство, Антіохійське князівство, Едеське графство, графство Триполі. Сельджуки окупували Персію та Малу Азію, в Єгипті владу утримують Фатіміди, у Магрибі Альмохади потіснили Альморавідів, у Середній Азії правлять Караханіди, Газневіди втримують частину Індії. У Китаї співіснують держава ханців, де править династія Сун, держава чжурчженів, де править династія Цзінь, та держава тангутів Західна Ся. На півдні Індії домінує Чола. В Японії триває період Хей'ан.

## Події
- Мануїл I Комнін став імператором Візантії.
- Королем Єрусалиму став Балдуїн III.
- Розпочався понтифікат Целестина II. В Римі спалахнуло повстання проти світської влади папи. Римляни обрали сенат і спробували оголосити місто республікою.
- 5 жовтня — за Саморським договором Леонське королівство визнало Португалію королівством.
- В Англії Роберт Глостер завдав поразки королю Стефану Блуаському під Віттоном, але не зміг його полонити.
- Нормани з Сицилійського королівства продовжували захоплення портів Північної Африки, але не змогли взяти ні Триполі, ні Сеуту.